# Alexander Onisjtsjoek

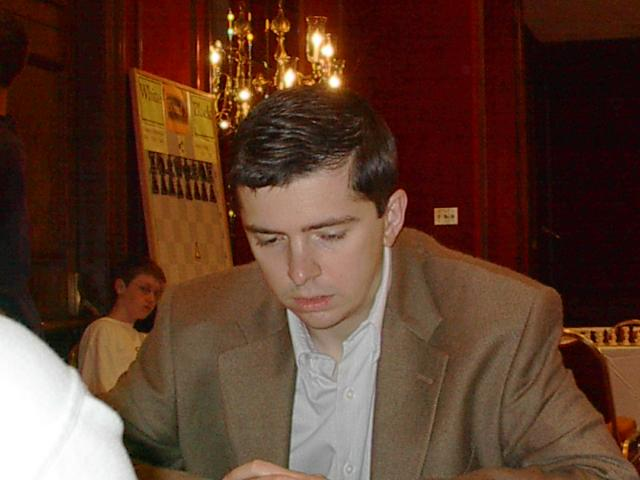
Alexander Onisjtsjoek

Alexander Vassiljevitsj Onisjtsjoek (Oekraïens: Олександр Васильович Онищук) (Simferopol, 3 september 1975) is een Oekraïens-Amerikaans schaker met FIDE-rating 2681 in 2017. Hij is sinds 1994 een grootmeester (GM). Hij is opgenomen in de "Hall of Fame" van schakers uit de Verenigde Staten.

## Individuele resultaten
- In 1991 werd Alexander Onisjtsjoek in Guarapava (Brazilië) tweede op het Wereldkampioenschap schaken voor jeugd in de categorie tot 16 jaar.
- In 1993 eindigde hij in Kozhikode als vierde op het Wereldkampioenschap schaken voor jeugd, in de categorie tot 20 jaar. In 1995, werd hij in Halle op dit toernooi tweede achter Roman Slobodjan, met evenveel punten als de winnaar.
- In 1993 werd hij Internationaal Meester (IM), in 1994 grootmeester.
- Het 29e World open 2001 werd in juli in Philadelphia verspeeld en het werd met zeven punten uit negen ronden gewonnen door Alexander Goldin. Alexander Onisjtsjoek eindigde als vierde met eveneens zeven punten.
- Het 30e World open dat in juli 2002 in Philadelphia gespeeld werd, eindigde in een gelijke stand van negen spelers aan de top met 7 punten uit negen ronden. Na de tie-break werd Onisjtsjoek tweede.
- In 2002 won hij in Rusland het Karpov-toernooi.
- Op het 31e World open 2003 dat van 28 juni t/m 6 juli 2003 in Philadelphia gespeeld werd, werd Onisjtsjoek na de tie-break derde.
- Op het 32e World open dat van 30 juni t/m 4 juli 2004 in het Adams Mark Hotel in Philadelphia gespeeld werd eindigde Onisjtsjoek op de tiende plaats.
- Op 10 juli 2005 vond de "lange afstand wedstrijd" tussen New York en Sint-Petersburg plaats die met 2 - 6 door de Russen gewonnen werd. Alexander Onisjtsjoek speelde tegen Konstantin Sakajev.
- Op de 33e World Open dat van 30 juni t/m 4 juli 2005 in Philadelphia gespeeld werd, eindigde Onisjtsjoek met 6.5 punt.
- Van 5 t/m 16 augustus 2005 werd in Buenos Aires het Kampioenschap Amerikaans Continent verspeeld dat met 8.5 uit 11 door Lazaro Bruzon gewonnen werd. Alexander Onisjtsjoek eindigde met 8 punten op een gedeelde tweede plaats. Er waren 152 deelnemers.
- In 2006 won hij het kampioenschap van de Verenigde Staten.
- In 2007 eindigde hij bij het kampioenschap van de Verenigde Staten als tweede achter Alexander Shabalov.
- In 2007 werd hij in het Russische Poikovski bij het Karpov-toernooi (categorie 17) tweede achter Dmitri Jakovenko.

In 2001 verhuisde hij met een Green Card en een Stipendium vanuit Oekraïne naar Baltimore, Maryland. Daar speelde hij tot zijn afstuderen in de linguïstiek, in 2006, voor de Universiteit van Maryland. Later ging hij wonen in Lubbock, Texas.
Per november 2018 was hij nummer 4 op de Amerikaanse Elo-ranglijst.
In 2018 werd Onisjtsjoek opgenomen in de "Hall of Fame" van schakers uit de Verenigde Staten.
Ook bij het Wereldkampioenschap schaken werd een beroep op hem gedaan. Zo was hij sinds 1997 secondant van Anatoli Karpov en was hij bij het WK van 2006 een secondant van Veselin Topalov.

## Nationale teams
Onisjtsjoek nam deel aan negen Schaakolympiades: in 1994, 1996 en 1998 voor Oekraïne, in 2004, 2006, 2008, 2010, 2012 en 2014 voor de Verenigde Staten. Met Oekraïne bereikte hij een tweede (1996) en een derde plaats (1998), met de Verenigde Staten twee keer een derde plaats (2006 en 2008). 
Aan het Wereldkampioenschap schaken voor landenteams nam hij in 1997 deel met Oekraïne, in 2005, 2010, 2011 en 2013 met de Verenigde Staten. Zijn beste resultaat met het team was de tweede plaats in 2010, individueel behaalde hij in 1997 en 2010 het beste resultaat aan het tweede bord.
In 1999 nam hij met Oekraïne deel aan het Europees kampioenschap schaken voor landenteams en in 2013 won hij met de Verenigde Staten het Pan-Amerikaanse kampioenschap voor teams.

## Verenigingen
In Oekraïne speelde hij voor Keystone Kiew, de kampioen van 2007, 2008 en 2009 (in 2008 van naam gewijzigd in KVV-Kievchess, en in 2009 in PKV-Kievchess).

In de Duitse bondscompetitie speelde hij in seizoen 1996/97 en van 1998 tot 2001 voor USC Magdeburg, in seizoen 2005/06 voor SG Heidelberg-Kirchheim en in seizoen 2010/11 voor ESV Nickelhütte Aue. In de Russische competitie speelde hij vroeger voor Ladia Asow, waarmee hij in 1997 de European Club Cup won, in 2001 voor Gasowik Tjumen, in 2003 en in 2004 voor Norilski Nikel Norilsk en in 2005, 2006 en 2008 voor SchSM-64 Moskau. In de United States Chess League speelde hij in 2015 voor de Lubbock Tornadoes.

## Persoonlijk leven
Alexander Onisjtsjoek komt uit een gezin met zes kinderen. Zijn zus Anna Rudolph (geb. 1978) is sinds 2007 Internationaal Meester bij de Vrouwen (WIM) en speelt sinds 2002 in de Duitse Schaakbond. Ze is sinds 2020 een FIDE trainer.